# دراسة كاليري
كاليري (تقييم شامل للتأثيرات طويلة الأجل لتخفيض استهلاك الطاقة) هي تجربة جرت في الولايات المتحدة لدراسة آثار تحديد السعرات الحرارية طويلة المدي على صحة البشر.
تم تنفيذ دراسة كاليري في كلاً من مركز بنينجتون للبحوث الطبية الحيوية، ومركز جين مايير لبحوث التغذية البشرية حول الشيخوخة في جامعة تافتس (بوسطن – ماساتشوستس) وكلية الطب بجامعة واشنطن (سانت لويس – ميسوري). ومن المأمول أن يعمل تحديد السعرات الحرارية على الحد من الإصابة بأمراض القلب والأوعية الدموية والسرطان، وأن يؤدي ذلك إلى حياة أطول كما ثبت سابقاً في عدد من الدراسات على الحيوانات. إن دراسة كاليري هي أول دراسة من نوعها بخصوص تحديد السعرات الحرارية لفترات طويلة في البشر الأصحاء، والتي تمارس وتدعي من قبل أعضاء جمعية تحديد السعرات الحرارية. ويتم اختيار عينة الدراسة من الناس الذين لا يعانون من السمنة المفرطة؛ لأن تحديد السعرات الحرارية على البدناء معروف بالفعل أنه يطيل الحياة لأسباب مختلفة.
حيث انتهت دراسة صغيرة سابقة في عام 2006 به النتيجة، حيث أنه تم تعيين 48 شخص تم اختيارهم بشكل عشوائي إلى مجموعة تحكم ومجموعة علاج، فأولئك الذين كانوا في مجموعة العلاج تم وضعهم على تخفيض السعرات الحرارية 25% على مدي فترة 6 أشهر. وقد وجد أن مجموعة العلاج لديها مقاومة أقل للأنسولين، انخفضت مستويات الكوليسترول، انخفضت درجة حرارة الجسم ومستويات الأنسولين في الدم بالإضافة إلى أنه أصبح لديها تأكسداً أقل في حمضها النووي. بدأت المرحلة الثانية – وهي أكبر مرحلة في كاليري- في عام 2007. ويخضع المشاركون إلى تحديد بنسبة 25% من السعرات الحرارية خلال فترة عامين، وتم مراقبة العديد من التغيرات الفسيولوجية بشكل منتظم. حصل المشاركون على 5000 دولار أمريكي في تفتس وبنينجتون و2400 دولار في جامعة واشنطن. وفي أكتوبر 2009 كانت الدراسة تضم 132 مشاركاً.
كان يجب على المشاركون في الدراسة إمتلاك درجة عالية من التحفيز والتنظيم بما فيه الكفاية للحفاظ على جداول مفصلة لجميع الأطعمة التي يتناولونها. تم تحديد متطلبات السعرات الحرارية اليومية الأساسية بدقة قبل التجربة عن طريق اختبار لمدة أسبوعين تم فيه قياس معدل إنتاج ثاني أكسيد الكربون مما سمح بحساب عدد السعرات الحرارية المحروقة. ثم تم تدريس المواد الغذائية في نظام غذائي من الأطعمة ذات الكثافة المنخفضة للطاقة مثل الخضار، الفواكه (خاصة التفاح)، الألياف الغير قابلة للذوبان والشوربات.
أفاد معظم المشاركين أنهم شعروا بالجوع في الأسابيع الأولي القليلة، وبعد ذلك تأقلموا مع النظام الغذائي الجديد.
وقد يعمل تحديد السعرات الحرارية على إطالة عمر الإنسان من خلال دراسات مختلفة على الحيوانات المختبرية، ومع ذلك تم تمديد الدراسات إلى الرئيسيات طويلة العمر مثل القرود، في حين أنه وجد بالفعل في دراسة عام 2012 من قبل المعهد الوطني الأمريكي للشيخوخة (IAN) أن تحديد السعرات الحرارية كان له فوائد في وظائف المناعة.